# Barclay-Kingston
Barclay-Kingston é uma Região censo-designada localizada no estado americano de Nova Jérsei, no Condado de Camden.

## Demografia
Segundo o censo americano de 2000, a sua população era de 10.728 habitantes.

## Geografia
De acordo com o United States Census Bureau tem uma área de 
7,4 km², dos quais 7,4 km² cobertos por terra e 0,0 km² cobertos por água.

## Localidades na vizinhança
O diagrama seguinte representa as localidades num raio de 4 km ao redor de Barclay-Kingston. 